# Premio César per il miglior produttore
Il premio César per il miglior produttore (César du meilleur producteur) è un premio cinematografico francese assegnato in sole due edizioni dei premi César.

## Albo d'oro
- 1996: Christophe Rossignon - L'odio (La haine)
- 1997: Jacques Perrin - Microcosmos - Il popolo dell'erba (Microcosmos)